# Jalal Hassan
Jalal Hassan (arabe : جلال حسن), né le 18 mai 1991 à Bagdad en Irak, est un footballeur international irakien, qui évolue au poste de gardien de but à Al-Zawra'a SC.

## Biographie

### Carrière en sélection
Il joue son premier match en équipe d'Irak le 16 juillet 2011, en amical contre la Jordanie.
Il participe avec cette équipe au championnat d'Asie de l'Ouest en 2012. Lors de cette compétition, il joue quatre matchs. L'Irak s'incline en finale face à la Syrie.
Il dispute ensuite la Coupe du Golfe des nations en 2014. Il joue trois rencontres lors de ce tournoi.
Il participe ensuite à la Coupe d'Asie des nations 2015 qui se déroule en Australie. Lors de cette compétition, il joue cinq matchs. L'Irak s'incline en demi-finale face à la Corée du Sud.
Il dispute ensuite à nouveau la Coupe du Golfe des nations en 2017 (en). Il joue quatre matchs lors de cette compétition, s'inclinant en demi-finale face aux Émirats arabes unis.
En janvier 2019, il est retenu par le sélectionneur Srečko Katanec afin de participer une nouvelle fois à la Coupe d'Asie des nations, organisée aux Émirats arabes unis. Il joue quatre matchs lors de ce tournoi, qui voit l'Irak s'incliner en huitièmes de finale face au Qatar.

## Palmarès

### En club
| Al-Zawra'a SC - Supercoupe d'Irak (en) - Vainqueur en 2017 (en) - Championnat d'Irak - Champion en 2018 - Coupe d'Irak - Vainqueur en 2019 (en) |

### En sélection
| Irak - Coupe du Golfe des nations - Vainqueur en 2023 |

### Distinction personnelle
- Footballeur de l'année de Soccer Iraq (en) en 2022.